# Marcus Stewart
William Marcus Paul Stewart (ur. 7 listopada 1972 w Bristol) były angielski piłkarz grający na pozycji napastnika. W swojej karierze rozegrał ponad 500 meczów i strzelił ponad 200 bramek. 
Stewart podpisał kontrakt z Bristol Rovers w 1991, w którym grał regularnie jako napastnik do 1996, gdy podpisał kontrakt z Huddersfield Town. Był ulubieńcem kibiców przed sprzedaniem pod koniec sezonu 1999/2000 do zespołu rywali Ipswich Town.
Ipswich Town awansowało do Premier League w czym niemały udział miał Steward strzelając 2 bramki w fazie play-off przeciwko Bolton Wanderers. W sezonie 2000/01 strzelił 19 bramek w lidze a Ipswich Town z 5. miejsca awansowało do Pucharu UEFA. W kolejnym sezonie jego klub spisywał się znacznie gorzej a sam zawodnik strzelił jedynie 6 bramek.
Po spadku Ipswich Town z Premier League podpisał kontrakt z klubem Sunderland, gdzie miał trzy udane sezony. Swój ostatni mecz w barwach klubu rozegrał 8 maja 2005 po udanym sezonie, w którym strzelił 17 bramek. Odszedł z klubu twierdząc, że jest za stary by grać na poziomie Premiership.
Zdecydował się przejść do Bristol City. W marcu 2006 przeszedł na zasadzie wypożyczenia do Preston North End do końca sezonu 2005/06. Po powrocie do Bristol powiedział, że powinien szukać innego klubu pomimo iż nie był wystawiony na listę transferową. W sierpniu 2006 został wypożyczony na 3 miesiące do Yeovil Town, gdzie strzelił bramkę w debiucie przeciwko Swansea City. Podpisał stały kontrakt z Yeovil w styczniu 2007.
Stewart podpisał nowy kontrakt z Exeter City 14 lipca 2008 po tym jak jego nowy klub awansował do League Two. Zakończył sezon 2008/2009 ze strzelonymi 7 bramkami, mając strzelone 249 bramek w karierze.
Po awansie do League One w maju 2009 postanowił podpisać kontrakt z klubem do końca swojej kariery.
Swoją 250 bramkę strzelił w meczu League One przeciwko Carlisle United 22 sierpnia 2009.